# Рашский стиль

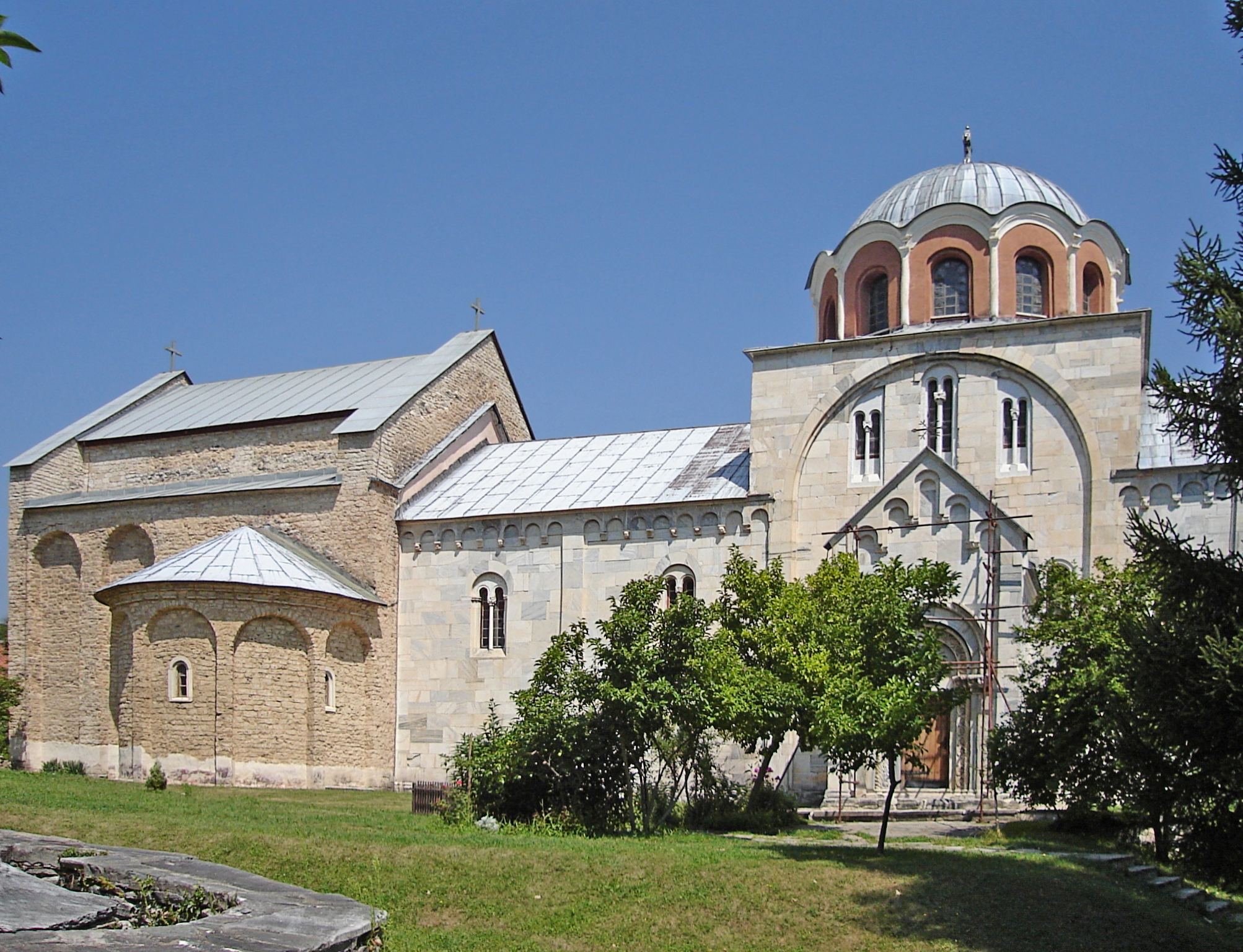
Монастырь Студеница

Рашский стиль или Рашская школа (серб. Рашки стил, Рашка школа) — средневековый стиль в сербской архитектуре. Расцвет стиля пришёлся с 70-х годов XII века до конца XIII века. Стиль получил название от реки Рашка, от которой впоследствии получило название сербское государство Рашка.
Как и многие другие стили в архитектуре Балкан рашский стиль происходит из византийского, но отличается значительной аскетичностью по сравнению с византийским. Главной особенностью этого стиля является выпуклый сводчатый неф базилики с одним куполом. Внешний вид здания выполнялся как правило в романском стиле под влиянием архитектуры Адриатического побережья контролировавшегося Неманичами (города Котор, Дубровник). На время расцвета рашского стиля в архитектуре приходится так называемый Золотой век сербской живописи в росписи храмов. На смену рашскому стилю в сербской архитектуре пришёл вардарский стиль.

## Наиболее известные постройки в рашском стиле
- Монастырь Студеница
- Монастырь Хиландар
- Монастырь Жича